# Ildikó Mincza-Nébald
Ildikó Mincza-Nébald, född den 6 december 1969 i Budapest, Ungern, är en ungersk fäktare som tog OS-brons i damernas värja i samband med de olympiska fäktningstävlingarna 2008 i Peking.